# Okręty zaopatrzeniowe typu Henry J. Kaiser
Okręty zaopatrzeniowe typu Henry J. Kaiser – typ osiemnastu amerykańskich okrętów zaopatrzeniowych, zbudowanych dla United States Navy w latach 80. i 90. XX wieku.
Okręty budowane były w stoczniach Avondale Shipyard w Nowym Orleanie, Sun Shipbuilding and Drydock Company w Chesterze, Pennsylvania Shipbuilding Company w Filadelfii oraz Tampa Shipbuilding Company w Tampie. Budowa dwóch jednostek („Benjamin Isherwood”, „Henry Eckford”) została przerwana tuż przed ich ukończeniem. Trzy kolejne („Patuxent”, „Laramie” i „Rappahannock”) zostały przeprojektowane w związku z wejściem w życie ustawy o zanieczyszczeniach ropą naftową z 1990 roku – wyposażono je w podwójny kadłub kosztem zmniejszonej przestrzeni ładunkowej. Piętnaście okrętów pozostaje w służbie w US Navy, podczas gdy „Andrew J. Higgins” został sprzedany w 2009 roku marynarce wojennej Chile, by w roku następnym trafić do służby jako „Almirante Montt”.
Okręty wykorzystywane są do dostarczania wojskom na morzu paliwa, żywności oraz innego rodzaju zaopatrzenia. Jednostki mogą zabrać na pokład 180 000 baryłek paliwa (159 000 baryłek w przypadku okrętów o podwójnym kadłubie) oraz do 690 m² ładunków stałych. Na pokładzie jednostek znajduje się lądowisko dla śmigłowca, ale nie posiadają one hangaru ani zaplecza technicznego do ich obsługi. Okręty są nieuzbrojone, przewidziano jednak potencjalną możliwość zainstalowania na nich dwóch systemów Phalanx CIWS.

## Okręty
- USNS „Henry J. Kaiser” (T-AO-187)
- USNS „Joshua Humphreys” (T-AO-188)
- USNS „John Lenthall” (T-AO-189)
- USNS „Andrew J. Higgins” (T-AO-190) (od 2010 roku w marynarce wojennej Chile jako „Almirante Montt” (AO-52)[3])
- USNS „Benjamin Isherwood” (T-AO-191) (okręt nie wszedł do służby; budowa przerwana przed ukończeniem jednostki)
- USNS „Henry Eckford” (T-AO-192) (okręt nie wszedł do służby; budowa przerwana przed ukończeniem jednostki)
- USNS „Walter S. Diehl” (T-AO-193)
- USNS „John Ericsson” (T-AO-194)
- USNS „Leroy Grumman” (T-AO-195)
- USNS „Kanawha” (T-AO-196)
- USNS „Pecos” (T-AO-197)
- USNS „Big Horn” (T-AO-198)
- USNS „Tippecanoe” (T-AO-199)
- USNS „Guadalupe” (T-AO-200)
- USNS „Patuxent” (T-AO-201)
- USNS „Yukon” (T-AO-202)
- USNS „Laramie” (T-AO-203)
- USNS „Rappahannock” (T-AO-204)